# Человек года (Украина)
Общенациональная программа «Человек года» (укр. Загальнонаціональна програма «Людина року») — программа, ежегодно присуждающая титул «Человек года» на Украине. Основана в 1995 году. Автор и разработчик — Аркадий Райцын. С 2001 года программа «Человек года» присуждает также международные и специальные премии.
Проект охватывает все регионы Украины. Лауреатов программы определяют путём экспертного опроса, но окончательное решение принимает Высший Академический Совет программы.
Победителям в каждой профессиональной и международной номинации вручаются статуэтки «Прометей-Престиж» (автор — скульптор Олег Черноиванов). Кроме того каждый из финальной тройки лауреатов в профессиональных номинациях программы получает Диплом лауреата. Обладателям международных и специальных премий дипломы вручаются непосредственно на сцене во время ежегодной церемонии «Человек года».

## История
Первая церемония вручения премий «Человек года — 1995» состоялась во дворце культуры «Химик» в Днепродзержинске. Были определены победители в 8 профессиональных номинациях. С 1996 года церемония стала проходить в г. Киеве во Дворце искусств «Украина».
В 2001 году по решению Высшего Академического Совета стали присуждаться международные и специальные премии.
Также, с 2001 года программа совместно с газетой «Комсомольская правда в Украине» ежегодно присуждает премию «Кумир украинцев» (победителя выбирают читатели «Комсомольской правды»).
В 2010 году в честь 15-летнего юбилея программы была учреждена специальная премия «Звёздное SOLO» (награда за вокальный талант). Победителям вручается статуэтка «Звёздное SOLO». Состоит из подставки на которой находится микрофон, который опоясывает спираль со звездами.
За 20 лет существования программы обладателями титула «Человек года» стали 390 победителей.

## Система выбора
Лауреаты программы «Человек года» и обладатели премии «Прометей-престиж» определяются путём экспертного опроса. Экспертами программы являются представители государственных, негосударственных, общественных организаций, союзов, ассоциаций, фондов, средств массовой информации. Эксперты программы разделяются на специализированные экспертные группы согласно направлениям ежегодного номинационного перечня программы: общественно-политическая, финансово-экономическая, масс-медийная, гуманитарная и спортивная группы.
Эксперты получают бюллетень для голосования с перечнем номинаций. Они самостоятельно предлагают претендентов на титул «Человек года» в каждой номинации. Разрешается указать от одного до трёх претендентов в каждой номинации и присвоить им рейтинг (первое, второе или третье место). Чем больше голосов поступает в поддержку каждого из кандидатов, тем выше его рейтинг.
По итогам экспертного опроса трое лидирующих претендентов в каждой номинации становятся лауреатами программы. Имена лидеров во всех номинациях оглашаются на ежегодной итоговой пресс-конференции программы.
Победителя в каждой номинации путём тайного голосования определяет Высший Академический Совет программы. Имена победителей оглашаются непосредственно на сцене во время ежегодной Торжественной церемонии вручения премий «Человек года».

## Высший Академический Совет
Высший Академический Совет программы «Человек года» был создан в 1996 году. Его основные функции:
- принятие окончательного решения (путём тайного голосования) по определению обладателей титула «Человек года» и Первой украинской независимой премии за высшие профессиональные и общественные достижения «Прометей-Престиж»;
- определение обладателей международных и специальных премий «Человек года»[11].

Высший Академический Совет формируется из авторитетных государственных и общественных деятелей, а также специалистов, способствующих оценке роли личности в жизнедеятельности Украины.
Руководящим органом Высшего Академического Совета является общее собрание её членов. Ежегодный состав Высшего Академического Совета определяется в количестве до 40 его членов. Допускается ежегодная ротация членов совета в количестве не более 30 % от его общей численности.
Первым Председателем совета в 1996 году был избран народный депутат Украины Вадим Гетьман. С октября 1998 года и по ноябрь 2017 года Председателем Совета является государственный и политический деятель Владимир Семиноженко. С ноября 2017 года и до настоящего времени Председателем Высшего Академического Совета является государственный деятель, президент Украинского союза промышленников и предпринимателей - Анатолий Кинах.

## Номинации и победители

### Действующие номинации
- Региональный лидер года

Среди победителей: Евгений Карташов (2001 г.), Сергей Гриневецкий (2002 г.), Вера Ульянченко (2006 г.), Александр Домбровский (2007 г.), Эдуард Матвийчук (2010 г.), Александр Вилкул (2011 г.), Александр Пеклушенко (2012 г.), Олег Синютка (2017 г.), Максим Степанов (2018 г.).
- Городской голова года

Среди победителей: Александр Омельченко (1997), Иван Куличенко (2002), Александр Лукьянченко (2003), Владимир Чайка (2006), Владимир Сальдо (2008), Михаил Добкин (2009), Геннадий Кернес (2012), Симашкевич Михаил (2014), Коломейцев Валерий (2015), Андрей Панков (2016), Владислав Атрошенко (2017), Андрей Балога (2018).
- Лидер объединенной территориальной общины

Среди победителей: Руслан Майструк (2018).
- Промышленник года

Среди победителей: Николай Янковский (1998), Анатолий Сокуренко (2003), Виталий Сацкий (2006 г.),, Евгений Лапин (2007), Дмитрий Кива (2008), Виктор Субботин (2009), Александр Нечаев (2010), Виталий Касинов (2011), Виталий Скляров (2012), Леонид Шиман (2013), Анатолий Мялица (2014), Игорь Сирота (2015), Ирина Мирошник (2016), Олег Корнецкий (2017), Дмитрий Иоргачов (2018).
- Предприниматель года

Среди победителей: Григорий Суркис (1996, 1998), Евгений Червоненко (1999), Лев Парцхаладзе (2004), Сергей Тарута (2005), Николай Толмачев (2006), Вадим Гриб (2007), Виталий Антонов (2009), Александр Глимбовский (2010), Алексей Кулагин (2011), Игорь Никонов (2012), Вячеслав Непоп (2013), Валерий Кодецкий (2014), Виталий Ганжа (2015), Борис Синюк (2016), Олег Майборода (2017), Максим Козицкий (2018).
- Менеджер года

Среди победителей: Олег Салмин (2001 ), Борис Ложкин (2003), Оксана Елманова (2007), Виталий Скоцик (2009), Виктор Постельников (2010), Елена Минич (2012), Алексей Кривопишин (2013), Сергей Ковальчук (2014), Максим Степанов (2015), Дмитрий Костюк (2017), Михаил Бородавко (2018).
- Финансист  года

Среди победителей: Виктор Ющенко (1996), Вадим Гетьман (1997), Игорь Юшко (1998), Владимир Матвиенко (1999), Владимир Стельмах (2001), Игорь Францкевич (2002), Александр Дубилет (2003), Борис Тимонькин (2005), Виктор Капустин (2006), Вадим Пушкарев (2009), Виктор Башкиров (2010), Грег Краснов (2011), Дмитрий Гриджук (2012), Сергей Мамедов (2013), Владимир Дубей (2015), Вадим Мороховский (2016), Кирилл Шевченко (2017), Сергей Тигипко (2018).
- Лидер страхового рынка года

Среди победителей: Владимир Шевченко (2007), Юрий Гришан (2008), Олег Спилка (2009), Александр Завада (2010), Андрей Шукатко (2011), Анатолий Чубинский (2012), Наталия Безбах (2013), Наталия Базилевская (2018).
- Национальная торговая марка года

Среди победителей: ТМ «Михаил Воронин» (1998), ТМ «Славутич» (2000), ТМ «Сандора» (2002), ТМ «Фуршет» (2005), ТМ «Конти» (2009 г.), ТМ «Ятрань» (2010), ТМ «Антонов» (2011 г.), ТМ «Фокстрот» (2012), ТМ жилищный комплекс «Чайка» (2013), ТМ «Fores» (2014), ТМ «Ельдорадо» (2015)
- Аграрий года

Среди победителей: Иван Суслов (2000), Виктор Силецкий (2003), Алексей Вадатурский (2005), Юрий Бондарчук (2008), Олег Бахматюк (2009), Андрей Крохмаль (2010), Иван Мирошниченко (2011), Андрей Гордийчук (2012), Олег Бахматюк (2013), Юрий Мороз (2014), Мгер Куючмян (2015), Виталий Ильченко (2016), Виктор Кириченко (2017), Сергей Тарасов (2018).
- Лидер логистической отрасли года

Среди победителей: Компания «Техенерготрейд» (2015), Группа компаний «Прайм» (2016), ООО «Ходльмаер Логистикс Украина» (2018).
- Журналист года в области электронных СМИ

Среди победителей: Александр Колодий (2002), Василий Климчук (2003), Анатолий Борсюк (2004), Савик Шустер (2006), Олесь Терещенко (2007), Святослав Цеголко (2008), Наталья Мосейчук (2009), Андрей Куликов (2010), Светлана Леонтьева (2011), Андрей Данилевич (2012), Егор Чечеринда (2013).
- Телевизионный журналист года

Среди победителей: Наталия Влащенко (2015), Олег Панюта (2016), Василий Голованов (2017), Светлана Орловская (2018), Диана Панченко (2019) .
- Информационно-новостной телеканал года

Среди победителей: Телеканал «News One» (2016), Телеканал «Первый деловой» (2017).
- Деятель искусства года

Среди победителей: Вадим Писарев (1996), Юрий Рыбчинский (1997), Анатолий Соловьяненко (1998), Роман Кофман (1999), Мария Левитская (2000), Андрей Курков (2001), Евгений Станкович (2002), Мирослав Скорик (2003), Руслана Лыжичко (2004), Владимир Гришко (2005), Сергей Буковский (2006)  Кира Муратова (2007), Михаил Поплавский (2008), Евгения Басалаева (2009), Анатолий Криволап (2011), Ани Лорак (2012), Денис Матвиенко (2013), Мирослав Слабошпицкий (2014), Олег Тистол (2015), Антоний Барышевский (2016), Анатолий Соловьяненко (2016), Раду Поклитару (2017).
- Спортсмен года

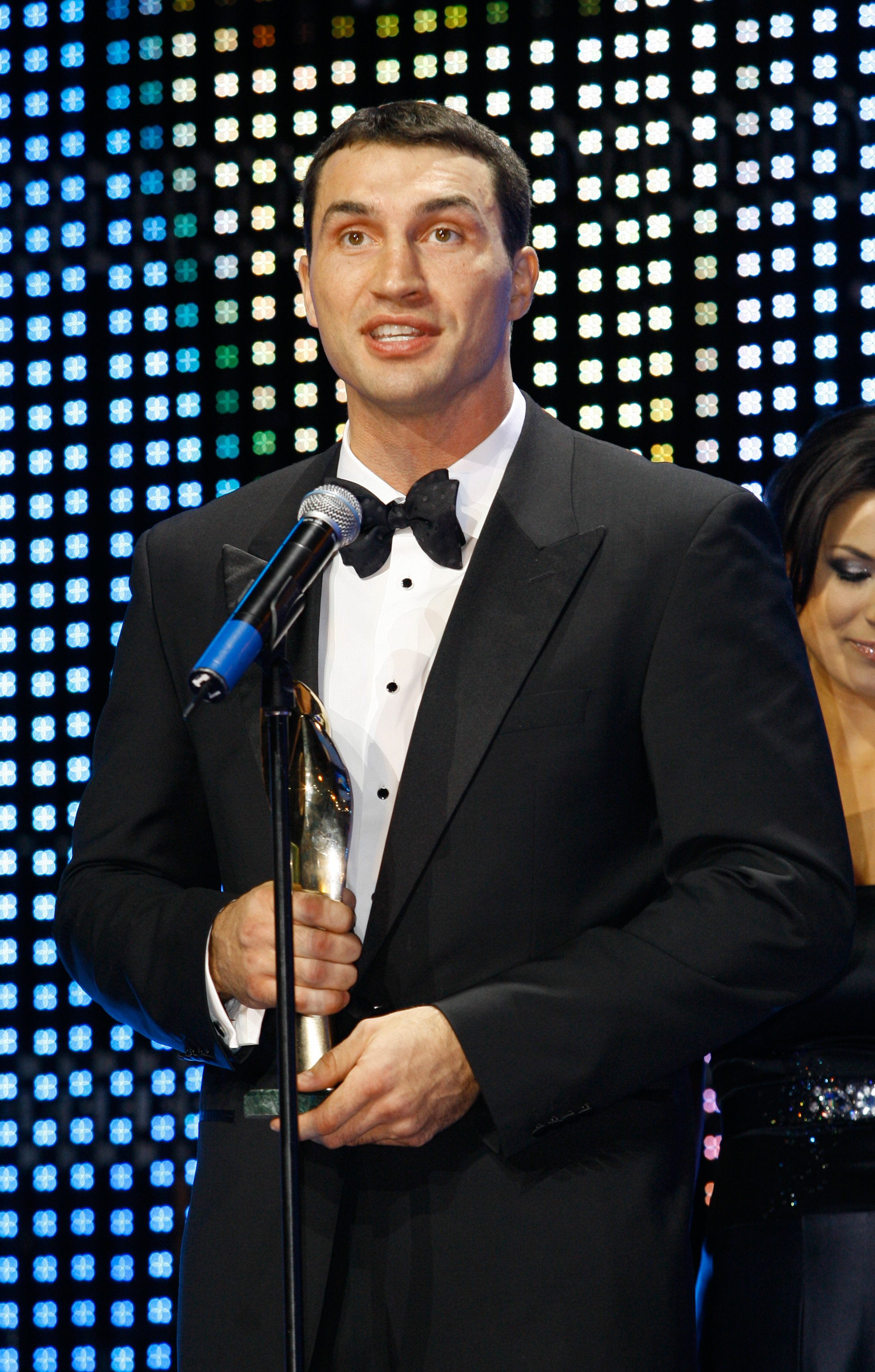
Владимир Кличко - обладатель титула «Спортсмен года-2007»

Среди победителей: Лилия Подкопаева (1996), Сергей Бубка (1997), Андрей Шевченко (1999), Олег Лисогор (2002), Яна Клочкова (2000, 2003), Виталий Кличко (2004), Юрий Кримаренко (2005), Руслан Гончаров—Елена Грушина (2006), Владимир Кличко (2007), Наталья Добрынская (2008), Василий Ломаченко (2009), Инна Осипенко-Радомская (2010), Ольга Саладуха (2011), Яна Шемякина (2012), Анна Мельниченко (2013), Ольга Харлан (2014), Павел Тимощенко (2015), Олег Верняев (2016), Элина Свитолина (2017), Александр Усик (2018).
- Меценат года

Среди победителей: Сергей Тигипко (1996 г.), Григорий Суркис (1997, 1999), Федор Шпиг (1998), Вадим Рабинович (2005), Николай Петренко (2006), Эдуард Прутник (2009), Александр Онищенко (2010), Петр Порошенко (2011 г.), Юрий Коптев (2012), Константин Кондаков (2013), Татьяна Василик (2014), Анна Коршунова (2018).
- Новая генерация года

Среди победителей: Ирина Бережная (2009), Татьяна Франчук (2010), Вилен Шатворян (2012), Елизавета Юрушева (2015), Ирина Марчук (2016), Ирина Говоруха (2017), Татьяна Петракова (2018).
- Лидер малого и среднего бизнеса года

Среди победителей: Татьяна Абрамова — дом моды «РИТО» (2000), Людмила Русалина — ООО «Мир лакомств» (2002), Виталий Свирский — компания «Лига-Нова» (2004), Владимир Лютиков — компания «Крым-Пак» (2010), Вадим Нестерчук — компания «Оптима-Лизинг» (2011), Светлана Юлдашева — сеть химчисток «Ун Моменто» (2013), Олег Колибаба — «Клиника Олега Колибабы» (2017), Руслана Цахло — «Союз мастеров красоты Украины» (2018).
- Инвестиция года

Среди победителей: инвестиционные проекты компании «Coca-Cola Amatil Украина» (1997), инвестиционные проекты компании «UMC» (1998), инвестиционные проекты акционерной холдинговой компании «Киевгорстрой» (1999), инвестиционный проект компании «ИСТИЛ (Украина)» (2005), инвестиционные проекты компании «Драгон Капитал» (2006), инвестиционные проекты компании «НИБУЛОН» (2009), инвестиционные проекты компании «Велта» (2011), Инвестиционные проекты компании «Мандарин-Плаза» (2014), Инвестиционные проекты компании «Эдем Резорт» (2015).
- Жилой комплекс года

Среди победителей: ЖК «Чайка» (2015), ЖК «Лесной квартал» (2016), ЖК «Золоче» (2017), ЖК «Подол Град» (2018).

### Номинации прежних лет
- «Политический, государственный и общественный деятель года»: Леонид Кучма (1996 г.)[104]
- «Государственный деятель года»: Леонид Кучма (1997 г.)
- «Политический лидер года»: Леонид Кравчук (1997 г.), Виктор Медведчук (1999 г.)
- «Парламентарий года»: Вадим Гетьман (1996 г.)[113], Михаил Сирота (1997 г.), Владимир Семиноженко (1998 г.),Сергей Терехин (1999 г.), Леонид Кравчук (2000 г.)
- «Общественный лидер года»: Владимир Литвин (2005 г.)[69]
- «Юрист года»: Виктор Медведчук (1996 г., 1998 г.)[114], Олег Литвак (1997 г.), Сергей Кивалов (2010 г.)[115]
- «Дипломат года»: Геннадий Удовенко (1996 г., 1998 г.), Борис Тарасюк (1997 г.)[116], Александр Чалый (1999 г.)
- «Зарубежный дипломат года»: Доминик Шассар (1996 г.), Джан Лука Бертинетто (1997 г.)
- «Лидер ресторанного бизнеса года»: Владимир Ядловский (2013 г.), Усама Кафа (2015 г.), Усама Кафа (2016 г.), Денис Комаренко (2017).
- «Лидер туристической отрасли года»: Компания "Яна" (2010 г.), Туристическая компания «TEZ TOUR» (2011 г.), Туристична компанія «ASYA-тревел» (2012 г.), Туристический оператор «IdrisKa tour» (2016 г.).
- «Лидер цифровой отрасли года»: Екатерина Чала (2013), IT-компания INNOVECS (2016 г.).
- «Журналист года»: Юлия Мостовая (1996 г.), Николай Канишевский (1997 г.)[117], Мыкола Вересень (1998 г.), Сергей Рахманин (1999 г., 2005 г.)[118], Владимир Кацман (2001 г.)[119], Александр Юрчук (2002 г.)[120], Владимир Скачко (2006 г.)[80].
- «Газета года»: «Зеркало недели» (1996 г., 1999 г.), «День» (1997 г.), «Факты и комментарии» (1998 г., 2007 г.)[121],"Комсомольская правда в Украине" (2008 г.)[122], «Известия в Украине» (2010 г.), «Сегодня» (2011 г.)[123].
- «Телерадиокомпания года»: 1+1(1997 г.)[124], Интер (1998 г.)
- «ТВ-программа года»: информационно-аналитическая программа «Послесловие» (1996 г.), информационная программа «ТСН» (1997 г.), телевизионная программа «Лица мира» (1998 г.), ток-шоу «Эпицентр» (1999 г.)[125], телевизионная информационная программа «Факты» (2000 г.)
- «Интернет-медиа года»: Интернет портал «РБК-Украина» (2011 г.)[126], Интернет портал «Цензор» (2014 г.), Интернет-издание «Obozrevatel.com» (2016 г.).
- «Звезда эстрады года»: Таисия Повалий (1996 г., 1998 г.)[127], Александр Пономарев (1997 г.)[128], Руслана Лыжичко (1999 г.)[129]
- «Актер года»: Богдан Ступка (1997 г., 1999 г.), Татьяна Назарова (2000 г.), Анатолий Хостикоев (2001 г., 2003 г.)[130], Богдан Бенюк (2002 г.)[131], Алексей Богданович (2004 г.), Остап Ступка (2005 г.), Давид Бабаев (2006 г.)[132]
- «Ученый года»: Анатолий Морозов (2001 г.), Геннадий Кнышов (2002 г.), Мирослав Попович (2003 г.)[133], Александр Никоненко (2004 г.), Валерий Геец (2005 г.)[134], Антон Наумовец (2006 г.)
- «Город года»: г. Киев (1996 г., 1998 г.), г. Львов (1997 г.)
- «Женщина года»: Екатерина Серебрянская (1996 г.), Александра Кужель (1999 г.)
- Юный талант года:  Екатерина Бужинская (1998 г.)[135], Виктор Ищук (1999 г.)[136], Руслан Пономарёв (2000 г.)[137], Милена Сидорова (2001 г.), Кристина Шишпор (2002 г.)[138], Алина Гросу (2004 г.)[139], Виктор Мельник (2006 г.)[140], Наталья Краснянская (2007 г.)[98], Ольга Харлан (2008 г.)[141]
- «Благотворительная программа года»: благотворительный фонд социальной защиты матерей и детей «Украина детям» (2001 г.)[55], благотворительный общественный фонд Святого Андрея Первозванного (2002 г.)[120], благотворительные программы «Ассоциации национально-культурных объединений Украины» (2004 г.)

### Международные и специальные премии «Человек года»

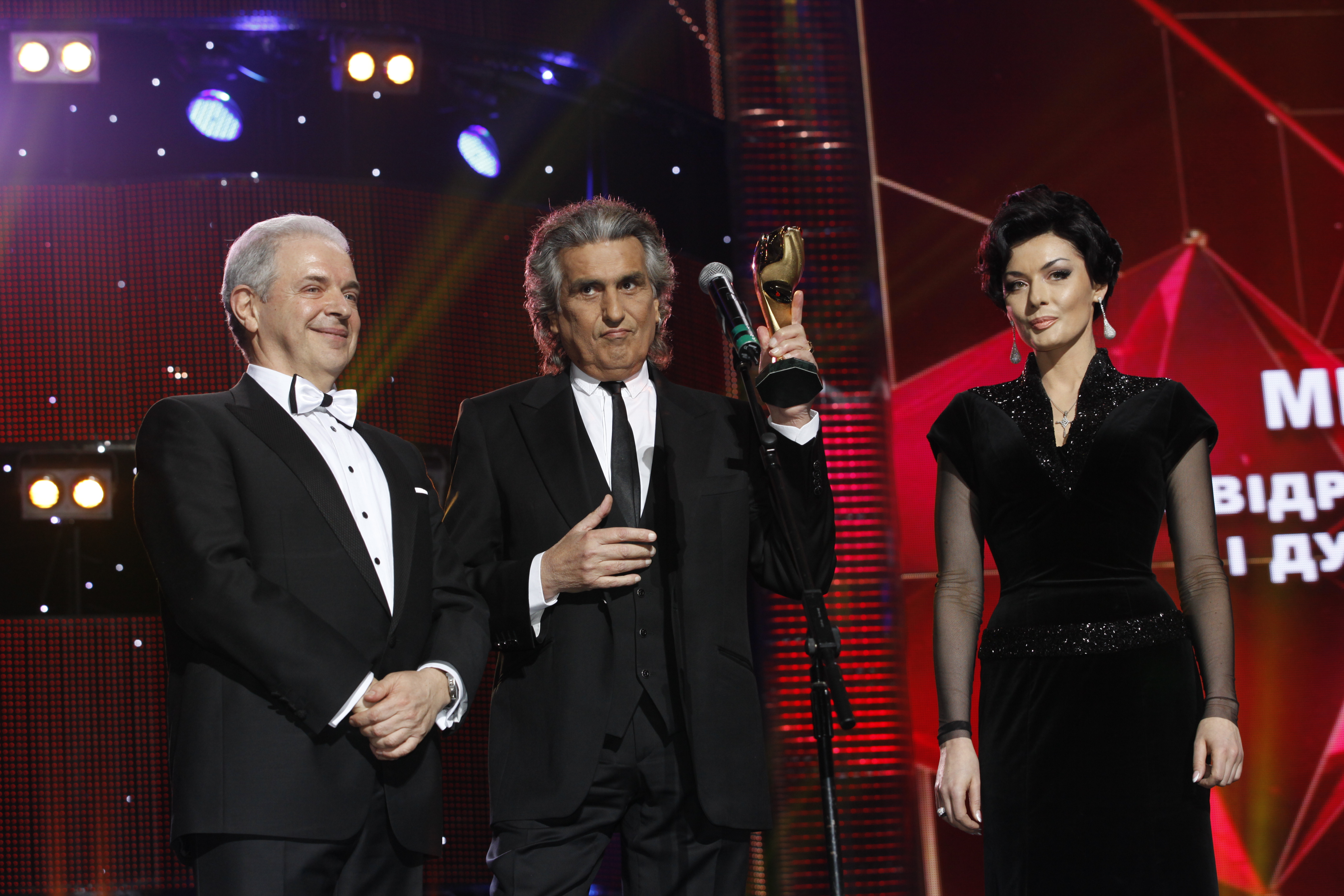
Тото Котуньо - обладатель Международной премии «За возрождение культурных контактов и духовное сближение народов» (2012)

- Международная премия «За миротворческую и объединяющую миссию» — Иоанн Павел ІІ (2001 г.)

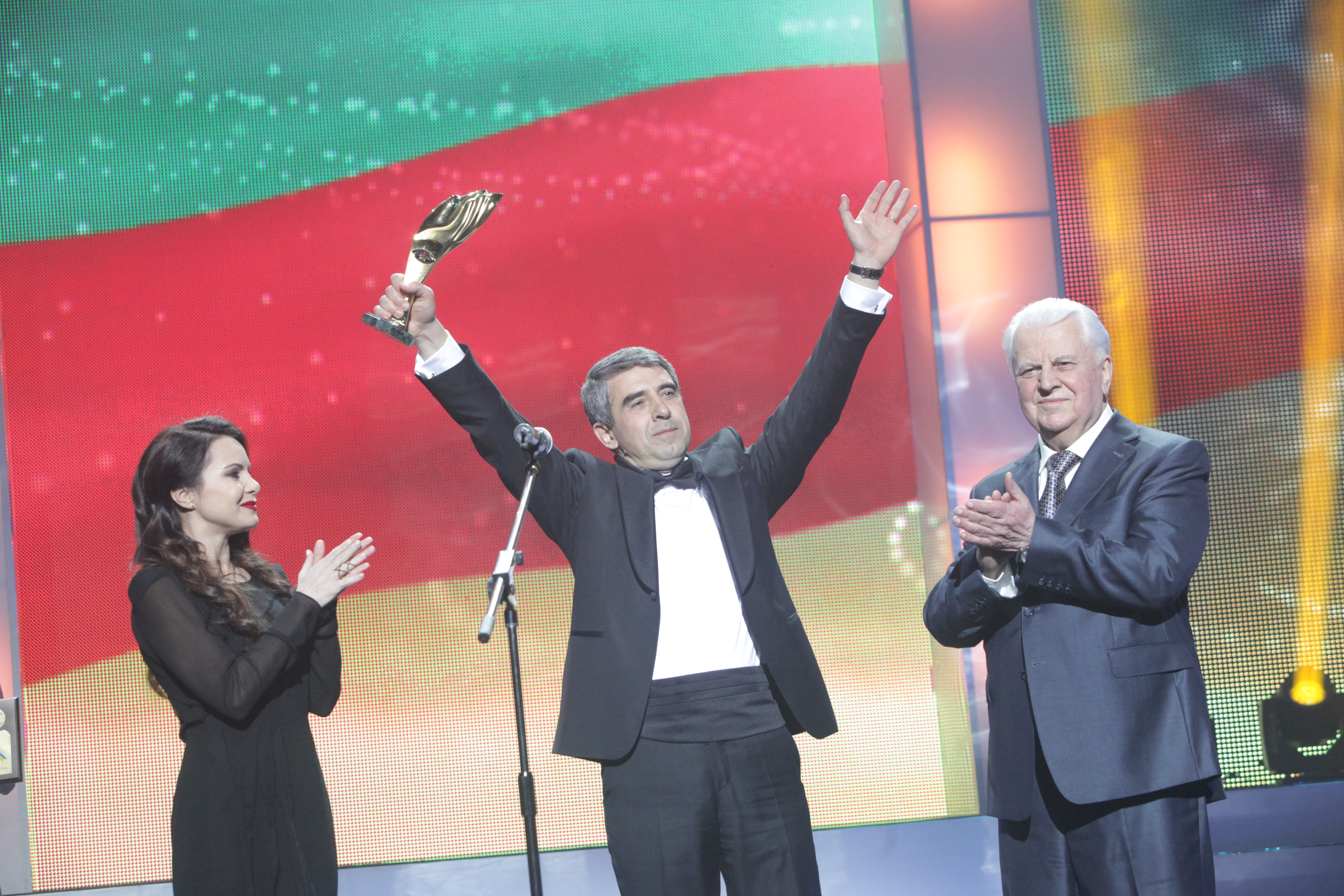
Росен Плевнелиев – обладатель Международной премии в области общественно-политической деятельности (2015)

- Росен Плевнелиев – обладатель Международной премии в области общественно-политической деятельности (2015) Международная премия в области общественно-политической деятельности — Вальтер Швиммер (Австрия) (2001 г.)[55], Александр Квасневский (Польша) (2002 г.), Франческо Франжиалли (Италия) (2003 г.)[142], Михаил Саакашвили (Грузия) (2004 г.)[143], Валдас Адамкус (Литва) (2005 г.)[144], Джон Маккейн (США) (2006 г.)[132], Ильхам Алиев (Азербайджан) (2006 г.), Хавьер Солана (Испания) (2006 г.)[145], Даля Грибаускайте (Литва) (2014 г.), Росен Плевнелиев (Болгария)(2015 г.), Мари-Луиз Колейро-Прека (Мальта) (2017 г.).
- Международная премия «За значительный вклад в развитие партнерских, дружеских и экономических отношений с Украиной» - Салем Ахмед Аль-Кааби (ОАЭ) (2018).
- Международная премия в области дипломатии — Виктор Черномырдин (Россия) (2001 г.)[146], Дитмар Штюдеманн (Германия) (2002 г.)[147], Филипп Де Сюремен (Франция) (2003 г.), Каширо Амае (Япония) (2005 г.)[148], Хо Сун Чьол (Корея) (2006 г.)[149], Амангельды Жумабаев (Казахстан) (2007 г.)[150], Альгирдас Кумжа (Литва) (2008 г.)[151], Ли Чжоу (Китай) (2009 г.)[152], Валентин Величко (Белоруссия) (2009 г.)[153], Зина Калай-Клайтман (Израиль) (2010 г.)[154], Георгиос Георгунтзос (Греция) (2011 г.)[155], Генрик Литвин (Польша) (2012 г.)[156], Михаль Баер (Венгрия) (2013 г.)[157],  Эйнулла Мадатли (Азербайджан) (2014 г.), Андреас фон Бекерат (Швеция) (2015 г.), Марюс Януконис (Литва) (2016 г.), Ли Янг-Гу (Корея) (2017 г.), Гермине Поппеллер (Австрия) (2018 г.).
- Международная премия в области развития международных экономических отношений - Ли Цзиньюань (Китай) (2016 г.).
- Международная премия в области культуры и искусства — Иосиф Кобзон (2001 г.), Тамара Гвердцители (2002 г.), Людмила Гурченко (2003 г.), Лариса Долина (2003 г.)[158], Игорь Крутой (2004 г.), Владимир Шаинский (2005 г), Ким Брейтбург (2006 г.)[159], Максим Дунаевский (2007 г.)[98],Филипп Киркоров (2008 г.)[160], Александр Малинин (2010 г.)[161], Наталья Королева (2011 г.)[162], Владимир Кузьмин (2012 г.)[108], Сергей Захаров (2012 г.)[163], Алессандро Сафина (Италия) (2015 г.), Зоряна Кушплер (2016 г.), Василий Попадюк (2016 г.), Людмила Монастырская (2017 г.), Сестры Элла и Дина Роуз (США) (2017 г.), Роза Рымбаева (Казахстан) (2018 г.).
- Международная премия «За выдающийся вклад в развитие культуры и искусства Украины» - Анатолий Ярмоленко (Беларусь) (2018 г.).
- Международная премия «За выдающиеся достижения» — Владимир Бортко (2007 г.)[98], Михаил Жванецкий (2009 г.)[164], Александр Масляков (2009 г.), Владимир Познер (2012 г.)[165]
- Тото Котуньо - обладатель Международной премии «За возрождение культурных контактов и духовное сближение народов» (2012) Международная премия «За возрождение культурных контактов и духовное сближение народов» — Патрисия Каас (Франция) (2011 г.)[107], Тото Кутуньо (Италия) (2012 г.)[166], Дидье Маруани (Франция) (2015 г.), Фаррух Закиров (Узбекистан) (2016 г.), Иону Суручану (Молдова) (2017 г.).
- Премия «Звездное SOLO» — Алессандро Сафина (Италия) (2010 г.)[167], Иосиф Кобзон (2010 г.)[109], Игорь Крутой (2010 г.), Тамара Гвердцители (Грузия) (2010 г.)[168], Максим Дунаевский (2010 г.), Игорь Демарин (2010 г.), Ани Лорак (2010 г.), Руслана Лыжичко (2010 г.), Владимир Гришко (2010 г.), Камалия (2010 г.), Дмитрий Харатьян (2011 г.), Константин Риттель-Кобылянский (2011 г.), Марыля Родович (2012 г.)
- Специальная международная премия им. Михаила Воронина «За высокий стиль жизни» — Василий Лановой (2012 г.)[169], Вахтанг Кикабидзе (Грузия) (2014 г.), Юрий Рыбчинский (2015 г.), Игорь Поклад (2016 г.), Нина Матвиенко (2017 г.), Ада Роговцева (2018 г.).
- Специальная премия им. Геннадий Кнышов «За верность гуманистическим идеям и приумножения общечеловеческих ценностей» - Александр Никоненко (2018 г.).
- Специальная премия «За выдающиеся достижения перед Украиной» — Валерий Лобановский (2002 г.), Олег Блохин (2005 г.)
- Международная премия в области благотворительности и меценатства — Петр Яцик (Канада) (2001 г.), Питер Спайкерс (Нидерланды) (2002 г.)[170], семья Терещенко (Франция) (2003 г.), Алекс Ровт (США) (2004 г.)[171], Иван Гинянский (США) (2006 г.), Александр Лебедев (Россия) (2008 г.), Пантелис Бумбурас (Греция) (2013 г.)[172]
- Специальная премия за значительный вклад во внедрение позитивного имиджа Украины в мире — Максим Тимошенко (2004 г.),[173] Александра Николаенко (2005 г.)
- Специальная премия «Миссия доброй воли» — Наталья Шмаренкова (Камалия) (2007 г.)
- Специальная премия «Гуманитарный проект года» - международная общественная организации «День крещения Руси» (2008 г.)
- Специальная премия за значительный вклад в развитие социального предпринимательства на Украине — Алексей Федорычев (2009 г.)
- Специальная премия «За самоотверженное служение людям, своей родине и профессии» — медицинский центр «Кибер клиника Спиженка» (2011 г.)
- Специальная премия «За самоотверженное служение людям» - Зеня Черник (США) (2015 г.)
- Специальная премия «Лучший креативный инвестор во времена кризиса» - Офер Керцнер (2015 г.)
- Специальная премия «За внедрение инновационных технологий в медицине» - Клиника Valikhnovski MD
- Специальная премия «Энергоэффективная Украина» - ЖК «Новая Англия» (2016 г.)
- Специальная премия «За весомый многолетний вклад в развитие издательско-полиграфической отрасли Украины» - Издательский дом «АДЕФ Украина» (2018)
- Специальная премия «За весомый вклад в развитие современной украинской науки» - «Институт здоровья растений» (2018)
- Специальная премия «За разработку экологических и энергоэффективных жилых технологий» - система умного дома «CLAP» (2018)
- Специальная премия «За весомый вклад в возрождение ракетно-космической отрасли в Украине» - Макс Поляков (2018)
- Специальная премия «За весомый творческий вклад в сохранение и развитие института семьи» - Наталья Горбаль (2018)
- Специальная премия «За внедрение креативных бизнес-проектов и самых современных технологий в Украине» - Фортунато Гуадалупи (Италия) (2018)

Специальная премия газеты «КП в Украине» — «Кумир украинцев»
Обладатели премии: Руслан Пономарёв (2001), Яна Клочкова (2002), Александр Пономарев (2003), Андрей Шевченко (2004), Олег Блохин (2005), Богдан Ступка (2006), Наталья Могилевская (2007), Ани Лорак (2008), Джамала (2009), Владимир Кличко и Виталий Кличко (2010), Андраник Алексанян (2011), Анастасия Петрик и Виктория Петрик (2012), Сергей Рыженко (2014), Максим Крипак (2016), Владимир Розуменко (2017), Александр Злотник (2018).

## Торжественные церемонии
С 1997 по 2017 гг. торжественные церемонии вручения премий «Человек года» традиционно проходят в марте в Национальном дворце искусств «Украина» в г. Киеве. С 2017 года местом проведения церемонии стала Национальная опера Украины. На церемонии объявляются имена обладателей титула «Человек года», вручаются международные и специальные премии. Гостями церемоний являются известные политические деятели, деятели науки, культуры и искусства. Это событие всегда привлекает внимание общественности и освещается многочисленными СМИ.
В рамках церемонии проходит чествование знаменитостей на «Красной дорожке». Церемония «Человек года» проходит в виде концертного действа где выступают украинские и зарубежные звезды, хореографические коллективы. Церемония сопровождается современными постановочными, звуковыми, световыми и специальными эффектами.